# Эймс (Айова)
Эймс (англ. Ames) — город в округе Стори штата Айова, США. Население на 2020 год составило 66 427 человек.
В городе расположены Университет штата Айова и одноимённая лаборатория Министерства энергетики США.

## История
Город был основан в 1864 году как железнодорожная станция между городами Сидар-Рапидс и Каунсил-Блафс, откуда начиналась Первая трансконтинентальная железная дорога. Станция была названа в честь Оукса Эймса, конгрессмена от Массачусетса, который сыграл важную роль в строительстве железной дороги.

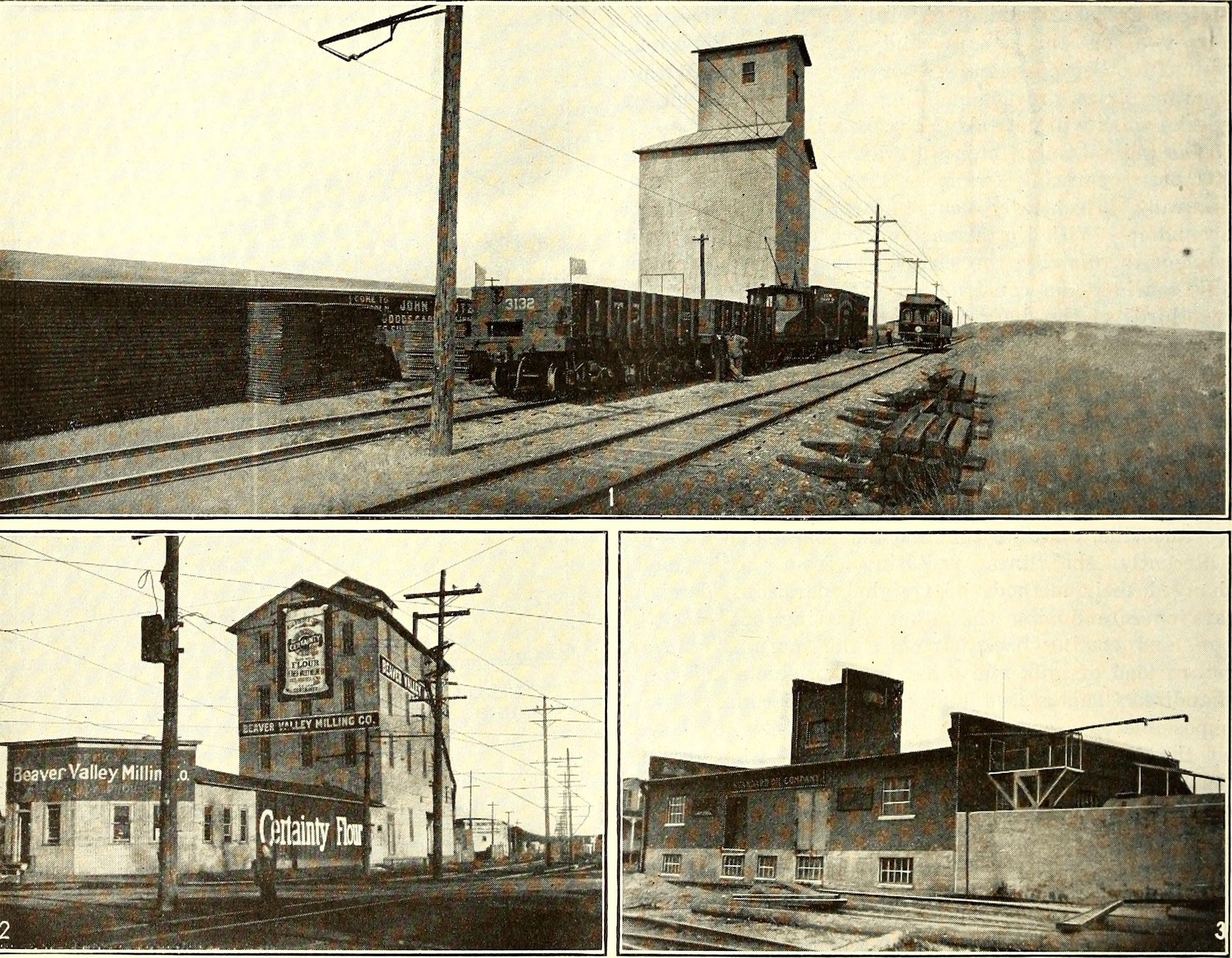
Эймс в начале XX века

С 1947 года в Эймсе располагается Эймсская лаборатория.
В 1959 году город посетил Никита Сергеевич Хрущев.
Дважды подряд (1982 и 1983) город был награждён премией «All-America City Award» (с англ. — «Всеамериканский город») присуждаемой Национальной гражданской лигой, которую неофициально называют «Нобелевской премией за конструктивное гражданство» и которая выдается за активную гражданскую позицию жителей некорпоративных сообществ Соединённых Штатов в жизни местного самоуправления.

## Известные жители Эймса
- Харрисон Барнс — американский баскетболист, выступает за Сакраменто Кингз
- Фред Хойберг — американский профессиональный баскетболист и тренер
- Эван Стоун — американский порноактёр и режиссёр.
- Джон Балинский — южноафриканский и американский зоолог русского происхождения.